# اندفاع (تدريب)

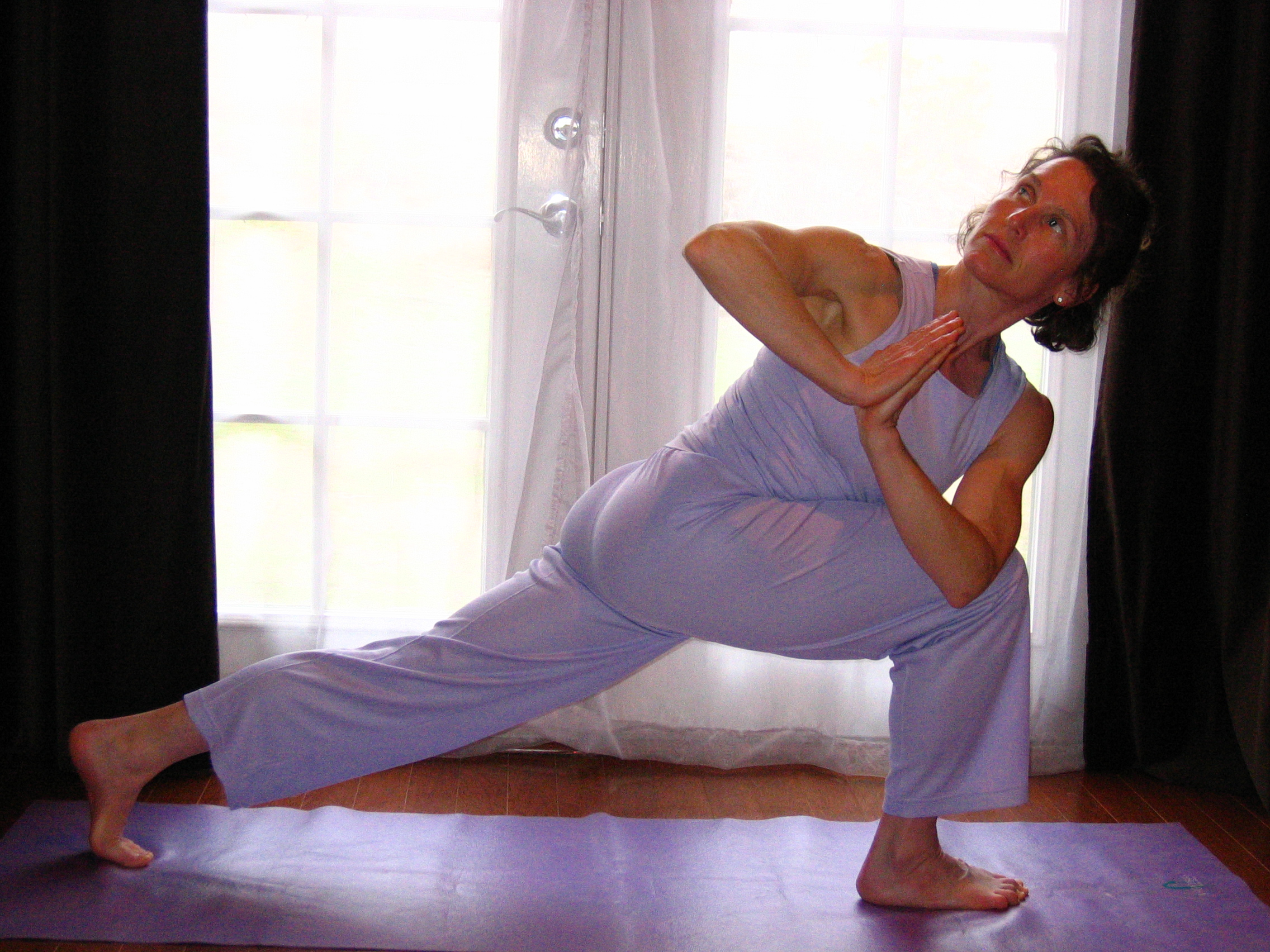
وضع الاندفاع مع الالتواء

الاندفاع هو تدريب هام يستخدم لتقوية عضلات الفخذ، عضلات الاليوية والعضلات التي تتألف منها «اوتار الركبة» ،العضلة النصف وتريه،العضلة النصف غشائية ، و العضلة ذات الرأسين الفخدية . الاندفاع الطويل يركز على عضلات الاليوية بينما الاندفاع القصير بركز على عضلات الفخذ.
للقيام بتمرين الاندفاع ، يقف الفرد بوضع الاستقامة بتباعد بين الأرجل مسافة تساوي عرض الكتف ، ومن ثم خطوة إلى الأمام ، وتنزل مع الكعب في البداية . ويجب أن يكون الانحناء في الركبة يساوي 90 درجة ، ومباشرة فوق أصابع القدمين ، وليس أكثر (اتخاذ خطوة أقصر يمكن وضع المزيد من الضغط على الركبة). الحركة تستمر حتى تقترب الركبة الخلفية من ملامسة الأرض . ثم يعود الفرد إلى وضع البداية وذلك عن طريق الصعود بالساق الأمامية.
هناك اختلافات عديدة على هذه البنية الأساسية ، سواء فيما يتعلق بالشكل والمقاومة بالإضافة إلى اختلاف طول الخطوة على النحو المذكور أعلاه. يقام التمرين في بعض الأحيان على منحدر أو على مقعد لزيادة الصعوبة. الاندفاع بالمشي ، كما يوحي الاسم ، يتم أداؤها بالمشي مع خطوات الاندفاع على النحو المبين أعلاه. الإندفع الثابت يتم أداؤها إما بالتناوب بين الساقين أو من خلال التركيز على ساق معينة. و يوجد العديد من أشكال الاندفاع المختلفة مثل الاندفاع إلى الأمام ، الاندفاع إلى الأمام مع الالتواء ، الاندفاع إلى الخلف ، الاندفاع إلى الخلف مع الالتواء ، الاندفاع بالتناوب ، الاندفاع بالانخفاض ، الاندفاع نحو التمسك بالركبة ، الاندفاع نحو التمسك بالركبة مع نزول الكوع لمشط القدم ، الاندفاع نحو التمسك بالركبة مع الالتواء ، الاندفاع إلى الأمام مع نزول الكوع لمشط القدم ، الاندفاع إلى الأمام مع نزول الكوع لمشط القدم (المشي) ، الاندفاع إلى الأمام مع نزول الكوع لمشط القدم (الزحف) ، الاندفاع إلى الخلف مع الانحناء الجانبي ، الاندفاع الجانبي ، الاندفاع الجانبي - خطوة و عودة ، الاندفاع بالانخفاض إلى الاندفاع الجانبي.
الاندفاع يمكن أن يتم بدون أوزان (أي وزن الجسم). ومع ذلك ، المتدربين بالأوزان عادة ما يسعون لزيادة الصعوبة إما في استخدام دمبل (التي تمسك في كل يد ) أو ثقلة لرفع الاثقال مع الأوزان عليها (توضع في أعلى العنق والكتفين). المتدربين المتقدمين قد يجدو أن قوة القبضة هي قضية مع الاندفاع بالدمبل ، وبالتالي يفضلون الإندفع بالثقلة لرفع الاثقال مع الأوزان عليها

## أنواع الاندفاع
- الاندفاع الأمامي
- الاندفاع إلى الأمام مع الالتواء
- الاندفاع إلى الخلف
- الاندفاع إلى الخلف مع الالتواء
- الاندفاع بالتناوب
- الاندفاع بالانخفاض
- الاندفاع نحو التمسك بالركبة
- الاندفاع نحو التمسك بالركبة مع نزول الكوع لمشط القدم
- الاندفاع نحو التمسك بالركبة مع الالتواء
- الاندفاع إلى الأمام مع نزول الكوع لمشط القدم
- الاندفاع إلى الأمام مع نزول الكوع لمشط القدم (المشي)
- الاندفاع إلى الأمام مع نزول الكوع لمشط القدم (الزحف)
- الاندفاع إلى الخلف مع الانحناء الجانبي
- الاندفاع الجانبي
- الاندفاع الجانبي - خطوة و عودة-
- الاندفاع بالانخفاض إلى الاندفاع الجانبي

## طالع
- جمبازيات

## الروابط الخارجية
- اندفع
- اندفع الفيديو التعليمي
- دمبل اندفع
- سيد العالم أعظم الامتداد (إعادة توجيه الطعنة الكوع لمشط القدم)